# Guia Gay São Paulo
Guia Gay São Paulo é um veículo de comunicação com versões on-line e impressa criado em 2013. A marca faz parte da Rede Guiya, criada no mesmo ano, que em março de 2021 integra também o Guia Gay BH, Guia Gay Floripa, Guia Gay Salvador e Guia Gay Brasília. A Rede Guiya é a primeira e única do Brasil dedicada a guias turísticos LGBT em várias regiões do País. Entre agosto de 2020 e julho de 2023, a rede foi parceira do Metrópoles, quinto maior portal de notícias do País. Desde agosto de 2023, a rede é apresentada pelo aplicativo BKDR, do grupo internacional Scruff. Além disso, há parceria exclusiva com o Lisbon Gay Circuit e o Porto Gay Circuit, para divulgação recíproca das cidades portuguesas de Lisboa e Porto.

## Conteúdo
O site tem três pilares: notícias, agenda e roteiro. Há sete editorias de notícias - cidadania, cultura, saúde, mercado, famosos, hot e acontece. Aí há reportagens e notas acerca de fatos locais, nacionais e internacionais. Tanto a agenda quanto o roteiro - pela abrangência - são os únicos do Brasil desde a sua criação. A agenda diária reúne eventos voltados ao público LGBT na cidade e/ou produzidos na internet, tais como lives e apresentações on-line. Aí estão atividades tais como festas, espetáculos teatrais, filmes, exposições, seminários, paradas e cultos de igrejas inclusivas. O roteiro é uma compilação de locais voltados exclusiva ou majoritariamente para o público LGBT incluídos após visitas da equipe do site. Dentre as categorias estão bares, casas noturnas, restaurantes, cafés, saunas e museu. É por meio desse roteiro que pode-se afirmar que São Paulo tem o maior circuito LGBT do País e um dos maiores do mundo..

### Top 30 Gay Brasil
Primeiro e único chart semanal no mundo dedicado a rankear músicas mais tocadas em festas e baladas LGBT. Criado em 28 de novembro de 2018, é feito por meio de consultas a alguns dos principais DJs da cena LGBT nacional - esta sistemática de apuração de dados é similar ao chart Dance Club Songs da Billboard, que desde 1979 ouve DJs norte-americanos para publicar as músicas mais tocadas nas pistas dos Estados Unidos. Em virtude da pandemia do novo coronavírus, que obrigou casas noturnas a fecharem, chart foi suspenso em 18 de março de 2020. Em 10 de novembro de 2021, após a reabertura de baladas em cidades como São Paulo e Rio de Janeiro, o ranking voltou a ser publicado.

### Paradas Brasil
Criada em 2018, é a única listagem completa das marchas do orgulho LGBT no País. Em 2019, listou 298 paradas, número que colocou o Brasil como uma das nações que mais realizam este tipo de evento em números absolutos no mundo.

## Prêmios concedidos

### 50 LGBT Mais Influentes do Brasil
A honraria nasceu em 2014 como forma de prestigiar os 10 LGBT mais influentes da capital paulista. Nos dois primeiros anos, eram consultadas personalidades LGBT da cidade que indicavam nomes que se destacaram no ano. Nos dois anos seguintes - 2016 e 2017 - a lista foi elaborada totalmente pela equipe do site. A partir de 2018, a lista tornou-se nacional e passou de 10 para 50 nomes. Centenas de personalidades - das artes, da política, do ativismo, do entretenimento, do jornalismo, do esporte - são analisadas durante o ano pela equipe do site e deste rol são escolhidas as 50 que mais influenciaram durante o ano. A ex-vereadora Marielle Franco, o jornalista Glenn Greenwald, a cantora Anitta e o economista Gil do Vigor, vencedor do Big Brother Brasil 22, lideraram a lista, respectivamente, em 2018, 2019, 2020 e 2021.

### Melhores
Desde 2014, o site pede aos leitores que escolham quais foram os destaques dentre os estabelecimentos voltados ao público LGBT - como bar, restaurante e casa noturna - e dentre eventos artísticos e de ativismo também com foco nesta comunidade - como espetáculo teatral, filme e paradas.

### Prêmio LGBT + Som
Criado em 2019, o prêmio tem intuito de escolher os artistas musicais e canções que agradaram o público LGBT no ano. Apenas artistas publicamente LGBT ou que notoriamente tenham grande público LGBT podem concorrer. Toda a votação é aberta ao público.

## Edição impressa
A primeira edição impressa foi feita em maio de 2013 e até agosto de 2019 foram produzidas sete edições, cada uma delas entregue em cerca de 100 locais da cidade. A tiragem média foi 7 mil exemplares por edição. 